# Lobiger sagamiensis
Lobiger sagamiensis is een slakkensoort uit de familie van de Oxynoidae. De wetenschappelijke naam van de soort is voor het eerst geldig gepubliceerd in 1952 door Baba.